# Журавлёв, Всеволод Святославович
Всеволод Святославович Журавлёв (27 февраля 1978) — российский футболист, защитник.

## Карьера
Начинал карьеру в московском «Динамо». С 1995 по 1999 годы выступал за «Динамо-2» и «Динамо»-д. В 2000 году перешёл в «Локомотив» из Нижнего Новгорода. Дебютировал в высшем дивизионе страны 8 апреля в игре против «Зенита». В сезоне 2000 отыграл в первенстве 10 матчей, получил 3 жёлтых и одну красную карточки. Нижегородцы заняли предпоследнее место в таблице и вылетели в первый дивизион. Журавлёв остался в клубе на следующий год, однако в 2001 году «Локомотив» занял последнее место в первом дивизионе и скатился ещё ниже.
В 2002 году перешёл в «Металлург-Кузбасс» из второго дивизиона. В первый год вместе с командой заработал повышение в классе, хотя сам провёл немного матчей, но в следующем сезоне был твёрдым игроком основы. В 2004 году подписал контракт с челябинским «Лукойлом». После окончания сезона завершил карьеру игрока.